# Награды Дагестана
Государственные награды Республики Дагестан — награды субъекта Российской Федерации учреждённые Государственным Советом Республики Дагестан, согласно Закону Республики Дагестан от 2 октября 1995 года № 6 «О государственных наградах Республики Дагестан».
В соответствии с законом, наградами Республики являются:
- орден «За заслуги перед Республикой Дагестан»;
- орден Почёта Республики Дагестан;
- орден Матери;
- медаль «За вклад в социально-экономическое развитие Республики Дагестан»;
- медаль «За доблестный труд»;
- медаль «За заслуги в области физической культуры и спорта в Республике Дагестан»;
- медаль «За проявленное мужество»;
- медаль имени Амет-Хана Султана «За вклад в патриотическое воспитание молодежи»;
- медаль Расула Гамзатова;
- почётная Грамота Республики Дагестан;
- почётный знак Республики Дагестан «За любовь к родной земле»;
- почётный знак Республики Дагестан «За милосердие и благодеяние»;
- почётные звания Республики Дагестан.

К государственным наградам Республики Дагестан также приравниваются почётные звания Дагестанской АССР, почётные грамоты Президиума Верховного Совета и Верховного Совета Дагестанской АССР.
Награды Республики Дагестан предназначены для поощрения работников учреждений, организаций и предприятий Республики Дагестан, военнослужащих, сотрудников силовых ведомств, а также иных граждан Российской Федерации и граждан иностранных государств, за заслуги перед Республикой Дагестан.

## Виды наград Дагестана

### Государственные награды
| Изображение награды | Наименование награды                                                             | Дата учреждения     | Правила награждения | Источник |
| ------------------- | -------------------------------------------------------------------------------- | ------------------- | --- | --- |
|                     | Орден «За заслуги перед Республикой Дагестан»                                    | 11 марта 2008 года  | Орден «За заслуги перед Республикой Дагестан» является высшей государственной наградой Республики Дагестан. Орденом награждаются граждане за выдающиеся заслуги в развитии государственности Республики Дагестан, обеспечении прав и свобод граждан, развитии экономики, культуры, науки, образования, здравоохранения, искусства и спорта, за проявленные отвагу и мужество при охране общественного порядка. Лицам, награждённым орденом, выплачивается единовременное денежное поощрение в размере 100 000 рублей за счёт средств республиканского бюджета Республики Дагестан в порядке, определяемом Правительством Республики Дагестан. Награждение орденом «За заслуги перед Республикой Дагестан» может быть произведено посмертно. Лица, удостоенные ордена «За заслуги перед Республикой Дагестан», носят его на левой стороне груди. При наличии у награжденных орденов и медалей Российской Федерации, СССР орден располагается ниже наград Российской Федерации, СССР. | Закон Республики Дагестан от 11 марта 2008 года № 13 «О внесении изменений в Закон о государственных наградах Республики Дагестан»                           |
|                     | Орден Почёта Республики Дагестан I степени                                       | 10 ноября 2020 года | Орденом Почёта Республики Дагестан награждаются граждане за особые заслуги в различных отраслях экономики, науке, образовании, здравоохранении, культуре, спорте и в других областях трудовой деятельности. Орден Почёта Республики Дагестан имеет три степени: орден Почёта Республики Дагестан I степени; орден Почёта Республики Дагестан II степени; орден Почёта Республики Дагестан III степени. Высшей степенью ордена Почёта Республики Дагестан является I степень. Награждение орденом Почёта Республики Дагестан производится последовательно, от низшей степени к высшей. Лица, представляемые к ордену Почёта Республики Дагестан III степени, как правило, должны быть награждены государственной наградой Республики Дагестан. Награждение орденом Почёта Республики Дагестан может быть произведено посмертно. Лица, награжденные орденом Почёта Республики Дагестан, носят его на левой стороне груди. При наличии у награжденных орденов и медалей Российской Федерации, СССР, орденов и медалей Республики Дагестан орден Почёта Республики Дагестан располагается после ордена «За заслуги перед Республикой Дагестан». При наличии у награжденного нескольких степеней ордена Почёта Республики Дагестан носится только орден более высокой степени. | Закон Республики Дагестан от 10 ноября 2020 года № 65 «О внесении изменений в Закон о государственных наградах Республики Дагестан» ––– Описание награды     |
|                     | Орден Почёта Республики Дагестан II степени                                      | 10 ноября 2020 года | См. «Правила награждения орденом Почёта Республики Дагестан I степени». | Закон Республики Дагестан от 10 ноября 2020 года № 65 «О внесении изменений в Закон о государственных наградах Республики Дагестан» ––– Описание награды     |
|                     | Орден Почёта Республики Дагестан III степени                                     | 10 ноября 2020 года | См. «Правила награждения орденом Почёта Республики Дагестан I степени». | Закон Республики Дагестан от 10 ноября 2020 года № 65 «О внесении изменений в Закон о государственных наградах Республики Дагестан» ––– Описание награды     |
|                     | Орден Матери                                                                     | 30 апреля 2015 года | Орден Матери является государственной наградой Республики Дагестан, учреждаемой в целях повышения социальной роли и статуса женщины-матери, а также поощрения женщин в Республике Дагестан за заслуги в укреплении института семьи и воспитании детей. Орденом Матери награждаются многодетные матери, постоянно проживающие на территории Республики Дагестан не менее 5 последних лет, родившие и (или) достойно воспитавшие десятерых и более детей, при достижении младшим ребёнком возраста одного года. Лицам, награждённым орденом Матери, выплачивается единовременное денежное поощрение в размере 100 000 рублей за счёт средств республиканского бюджета Республики Дагестан в порядке, определяемом Правительством Республики Дагестан. Лица, награжденные орденом Матери, носят его на левой стороне груди. При наличии у награжденных орденов и медалей Российской Федерации, СССР и ордена «За заслуги перед Республикой Дагестан» орден Матери располагается ниже наград Российской Федерации, СССР и ордена «За заслуги перед Республикой Дагестан». | Закон Республики Дагестан от 30 апреля 2015 года № 46 «О внесении изменений в Закон о государственных наградах Республики Дагестан» –––                      |
|                     | Медаль «За проявленное мужество»                                                 | 3 ноября 2022 года  | Медалью «За проявленное мужество» награждаются граждане, проявившие самоотверженность, мужество и отвагу при охране общественного порядка, в борьбе с преступностью, при спасении людей во время стихийных бедствий и иных чрезвычайных обстоятельств, а также за смелые и решительные действия, совершенные при исполнении гражданского или служебного долга в условиях, сопряженных с риском для жизни и здоровья. Лица, награжденные медалью «За проявленное мужество», носят её на левой стороне груди. При наличии у награжденных орденов и медалей Российской Федерации, СССР, орденов Республики Дагестан медаль «За проявленное мужество» располагается после них. | Закон Республики Дагестан от 3 ноября 2022 года № 75 «О внесении изменений в Закон о государственных наградах Республики Дагестан» ––– Описание награды –––  |
|                     | Медаль «За вклад в социально-экономическое развитие Республики Дагестан»         | 30 апреля 2015 года | Медалью «За вклад в социально-экономическое развитие Республики Дагестан» награждаются граждане за существенный вклад в социально-экономическое и культурное развитие Республики Дагестан, в развитие экономического и научного потенциала республики, за заслуги в государственной и общественной деятельности. Лица, награжденные медалью «За вклад в социально-экономическое развитие Республики Дагестан», носят ее на левой стороне груди. При наличии у награжденных орденов и медалей Российской Федерации, СССР, орденов Республики Дагестан, медали «За проявленное мужество» медаль «За вклад в социально-экономическое развитие Республики Дагестан» располагается после медали «За проявленное мужество». | Закон Республики Дагестан от 30 апреля 2015 года № 46 «О внесении изменений в Закон о государственных наградах Республики Дагестан» ––– Описание награды ––– |
|                     | Медаль «За доблестный труд»                                                      | 12 ноября 2015 года | Медалью «За доблестный труд» награждаются граждане за высокие трудовые достижения в областях экономики, науки, культуры, просвещения, здравоохранения, в осуществлении мер по обеспечению законности, прав и свобод граждан, а также в других сферах трудовой деятельности. Лица, награждённые медалью «За доблестный труд», носят её на левой стороне груди. При наличии у награждённых орденов и медалей Российской Федерации, СССР, орденов Республики Дагестан, медали «За вклад в социально-экономическое развитие Республики Дагестан» медаль «За доблестный труд» располагают после них. | Закон Республики Дагестан от 12 ноября 2015 года № 87 «О внесении изменений в Закон о государственных наградах Республики Дагестан» ––– Описание награды ––– |
|                     | Медаль «За заслуги в области физической культуры и спорта в Республике Дагестан» | 8 февраля 2016 года | Медалью «За заслуги в области физической культуры и спорта в Республике Дагестан» награждаются граждане за большие достижения в области физической культуры и спорта. Лица, награждённые медалью, носят её на левой стороне груди. При наличии у награждённых орденов и медалей Российской Федерации, СССР, орденов и медалей Республики Дагестан медаль «За заслуги в области физической культуры и спорта в Республике Дагестан» располагается после медали «За доблестный труд». | Закон Республики Дагестан от 8 февраля 2016 года № 7 «О внесении изменений в отдельные законодательные акты Республики Дагестан» ––– Описание награды        |
|                     | Медаль имени Амет-Хана Султана «За вклад в патриотическое воспитание молодежи»   | 8 февраля 2016 года | Медалью имени Амет-Хана Султана «За вклад в патриотическое воспитание молодежи» награждаются граждане и организации за значительный вклад в патриотическое воспитание молодежи. Награждение медалью имени Амет-Хана Султана «За вклад в патриотическое воспитание молодежи» может быть произведено посмертно. Лица, награждённые медалью имени Амет-Хана Султана, носят её на левой стороне груди. При наличии у награждённых орденов и медалей Российской Федерации, СССР, орденов и медалей Республики Дагестан медаль имени Амет-Хана Султана «За вклад в патриотическое воспитание молодежи» располагается после медали «За заслуги в области физической культуры и спорта в Республике Дагестан». | Закон Республики Дагестан от 8 февраля 2016 года № 7 «О внесении изменений в отдельные законодательные акты Республики Дагестан» ––– Описание награды –––    |
|                     | Медаль Расула Гамзатова                                                          | 3 ноября 2022 года  | Медалью Расула Гамзатова награждаются граждане за особые заслуги в области культуры и искусства, просвещения, гуманитарных наук и литературы, за большой вклад в изучение и сохранение культурного и исторического наследия, развитие и укрепление культурных связей. Лица, награжденные медалью Расула Гамзатова, носят её на левой стороне груди. При наличии у награжденных орденов и медалей Российской Федерации, СССР, орденов и медалей Республики Дагестан медаль Расула Гамзатова располагается после медали имени Амет-Хана Султана «За вклад в патриотическое воспитание молодежи». | Закон Республики Дагестан от 3 ноября 2022 года № 75 «О внесении изменений в Закон о государственных наградах Республики Дагестан» –––                       |
|                     | Почётная Грамота Республики Дагестан                                             | 2 октября 1995 года | Награждение Почётной Грамотой Республики Дагестан производится за особые заслуги в экономике, науке, культуре, искусстве, защите Отечества, государственном строительстве, воспитании, просвещении, охране здоровья, жизни и прав граждан, в укреплении мира и дружбы между народами, благотворительной деятельности и иные заслуги перед республикой. Почётной Грамотой Республики Дагестан могут награждаться районы, города и другие населённые пункты, а также предприятия, учреждения и организации. Награждение Почётной Грамотой Республики Дагестан повторно не производится. Награждённым Почётной Грамотой Республики Дагестан вручается Почётная Грамота Республики Дагестан установленного образца. | Закон Республики Дагестан от 2 октября 1995 года № 6 «О государственных наградах Республики Дагестан»                                                        |
|                     | Почётный знак «За любовь к родной земле»                                         | 13 марта 2015 года  | Почётным знаком Республики Дагестан «За любовь к родной земле» награждаются граждане за значительный вклад в развитие сельского хозяйства и сельских территорий Республики Дагестан. Лица, удостоенные почётного знака, носят его на левой стороне груди. При наличии у награждённых орденов и медалей Российской Федерации, СССР, орденов и медалей Республики Дагестан почётный знак располагается ниже наград Российской Федерации, СССР и Республики Дагестан. | Закон Республики Дагестан от 13 марта 2015 года № 20 «О внесении изменений в Закон о государственных наградах Республики Дагестан» –––                       |
|                     | Почётные звания Республики Дагестан                                              | 2 октября 1995 года | Почётные звания Республики Дагестан присваиваются за особые заслуги в развитии экономики, науки, здравоохранения, образования, искусства, культуры, обслуживания населения, укреплении обороноспособности Отечества, за высокое профессиональное мастерство, а также иные заслуги в государственном, хозяйственном, социально-культурном строительстве, активное участие в общественной жизни республики. По состоянию на 6 мая 2016 года в Республике Дагестан было учреждено 36 почётных званий. Из них 5 народных (артист, поэт (писатель), учитель, врач, художник), 30 заслуженных и одно звание — «почётный меценат Республики Дагестан». | Закон Республики Дагестан от 2 октября 1995 года № 6 «О государственных наградах Республики Дагестан»                                                        |

### Премии
| Изображение награды | Наименование награды                       | Дата учреждения      | Правила награждения | Источник |
| ------------------- | ------------------------------------------ | -------------------- | --- | --- |
|                     | Государственная премия Республики Дагестан | 23 февраля 1995 года | Государственные премии РД присуждаются за наиболее талантливые, отличающиеся новизной и оригинальностью произведения литературы, публицистики, искусства и архитектуры, научные исследования в области искусствознания, получившие общественное признание и вносящие значительный вклад в отечественную художественную культуру; за научные труды, способствующие дальнейшему развитию отечественной науки; работы по созданию принципиально новых технологий и техники, прогрессивных материалов, машин и механизмов. Государственные премии Республики Дагестан присуждаются один раз в два года в количестве десяти премий, в том числе: - четыре Государственные премии Республики Дагестан за работы в области естественных, общественных наук и техники; - две Государственные премии Республики Дагестан за работы в области литературы; - одна Государственная премия Республики Дагестан за работы в области публицистики; - одна Государственная премия Республики Дагестан за работы в области театрального искусства и кино; - одна Государственная премия Республики Дагестан за работы в области музыкального искусства, концертно-исполнительской деятельности, хореографии; - одна Государственная премия Республики Дагестан за работы в области изобразительного, декоративно-прикладного искусства, архитектуры и строительства. | Указ Госсовета Республики Дагестан от 23 февраля 1995 г. № 23 «О Государственных премиях Республики Дагестан в области науки, техники, литературы, публицистики, искусства и архитектуры» |

### Награды Главы Республики Дагестан
| Изображение награды | Наименование награды                                                         | Дата учреждения      | Правила награждения | Источник |
| ------------------- | ---------------------------------------------------------------------------- | -------------------- | --- | --- |
|                     | Знак Главы Республики Дагестан «Благодарность за вклад в развитие Дагестана» | 16 декабря 2014 года | Знак Главы Республики Дагестан «Благодарность за вклад в развитие Дагестана» является видом поощрения граждан за обеспечение законности и правопорядка, большой вклад в экономическое, социальное, культурное развитие Республики Дагестан, содействие в укреплении мира и дружбы между народами Республики Дагестан, заслуги в государственном строительстве, охране здоровья, жизни и прав граждан, за проявленные мужество, смелость и отвагу, а также за иную деятельность, способствующую социально-экономическому развитию Республики Дагестан. Знаком могут поощряться граждане Российской Федерации, иностранные граждане, а также лица без гражданства. Знак вручается Главой Республики Дагестан или уполномоченным им должностным лицом лично поощрённому в торжественной обстановке. | Указ Главы Республики Дагестан от 16 декабря 2014 года № 277 «О Знаке Главы Республики Дагестан "Благодарность за вклад в развитие Дагестана"» –––       |
|                     | Благодарность и благодарственное письмо Главы Республики Дагестан            | 8 июня 2016 года     | Благодарность Главы Республики Дагестан является формой поощрения за вклад в развитие государственности, местного самоуправления, высокие достижения в хозяйственной, научной, социально-культурной, общественной, благотворительной деятельности, направленной на улучшение жизни граждан в Республике Дагестан, за иные заслуги (достижения) перед Республикой Дагестан. ––– Благодарственное письмо Главы Республики Дагестан является формой поощрения за активное участие в подготовке и проведении особо значимых официальных государственных, культурных, спортивных и иных мероприятий республиканского, всероссийского и международного уровней, в связи с юбилейными датами и профессиональными праздниками, а также по личному решению Главы Республики Дагестан — за иные заслуги.   | Указ Главы Республики Дагестан от 8 июня 2016 года № 185 «О Благодарности Главы Республики Дагестан и Благодарственном письме Главы Республики Дагестан» |

### Юбилейные медали
| Изображение награды | Наименование награды                                              | Дата учреждения      | Правила награждения | Источник |
| ------------------- | ----------------------------------------------------------------- | -------------------- | --- | --- |
|                     | Юбилейная медаль «20 лет разгрома международных бандформирований» | 20 августа 2019 года | Юбилейной медалью «20 лет разгрома международных бандформирований» награждаются: - участники отрядов самообороны Республики Дагестан, которые в соответствии с решениями органов исполнительной власти Республики Дагестан осуществляли свою деятельность в зонах проведения контртеррористических операций на территории Республики Дагестан в период с августа по сентябрь 1999 года; - военнослужащие, работники правоохранительных органов и иных специальных служб, принимавшие участие в контртеррористических операциях на территории Республики Дагестан в период с августа по сентябрь 1999 года; - работники органов государственной власти Республики Дагестан и органов местного самоуправления муниципальных образований Республики Дагестан, а также лица, привлекавшиеся в соответствии с решениями органов исполнительной власти Республики Дагестан и органов местного самоуправления муниципальных образований Республики Дагестан к решению вопросов материально-технического и продовольственного обеспечения деятельности лиц, указанных выше, а также к решению вопросов гуманитарного характера, в том числе организации и размещению беженцев из зон проведения контртеррористических операций на территории Республики Дагестан в период с августа по сентябрь 1999 года; - работники учреждений здравоохранения, оказывавшие медицинскую помощь лицам, пострадавшим в ходе проведения контртеррористических операций на территории Республики Дагестан в период с августа по сентябрь 1999 года; - представители средств массовой информации, которые осуществляли свою деятельность в зонах проведения контртеррористических операций на территории Республики Дагестан в период с августа по сентябрь 1999 года и объективно освещали события в ходе указанных контртеррористических операций. Юбилейная медаль «20 лет разгрома международных бандформирований» носится на левой стороне груди и располагается после государственных наград Республики Дагестан. | Указ Главы Республики Дагестан от 20 августа 2019 года № 75 «О юбилейной медали „20 лет разгрома международных бандформирований“» ––– Описание награды ––– |

### Ведомственные награды
| Изображение награды | Наименование награды                                           | Дата учреждения      | Правила награждения | Источник |
| ------------------- | -------------------------------------------------------------- | -------------------- | --- | --- |
|                     | Нагрудный знак «Отличник здравоохранения Республики Дагестан»  | 23 марта 2020 года   | Нагрудным знаком Министерства здравоохранения Республики Дагестан «Отличник здравоохранения Республики Дагестан» награждаются государственные гражданские служащие и работники Министерства здравоохранения Республики Дагестан, работники медицинских и фармацевтических организаций, расположенных на территории Республики Дагестан, за образцовое выполнение должностных обязанностей, активную работу и личные достижения в области здравоохранения, имеющие стабильные показатели в работе. Лица, представляемые к награждению Знаком, должны одновременно соответствовать следующим требованиям: - стаж работы в сфере здравоохранения не менее 15 лет, в том числе в органе (организации), представляющем ходатайство, не менее 3 лет; - наличие у кандидата иных наград и (или) поощрений Министерства и (или) иных федеральных или республиканских наград Республики Дагестан; - наличие профессиональных заслуг в сфере здравоохранения (сведения о поощрениях и награждениях за эффективную и добросовестную трудовую деятельность и (или) иные сведения); - отсутствие не снятой или не погашенной в установленном федеральным законом порядке судимости; - отсутствие неснятого дисциплинарного взыскания. Знак носится на правой стороне груди и располагается ниже государственных наград Российской Федерации. | Приказ от 23 марта 2020 года N 201-К/НПА «О ведомственных наградах Министерства здравоохранения Республики Дагестан» ––– Описание награды                                                    |
|                     | Нагрудный знак «Отличник образования Республики Дагестан»      | 13 декабря 2013 года | Нагрудный знак «Отличник образования Республики Дагестан» является ведомственным нагрудным знаком Министерства образования и науки Республики Дагестан. Нагрудный знак является поощрением за заслуги и высокие достижения в области образования и науки, значительный вклад в развитие образовательной, воспитательной, научной и инновационной деятельности, эффективное осуществление мероприятий по обеспечению защиты прав детей-сирот и детей, оставшихся без попечения родителей, многолетний добросовестный труд. Нагрудным знаком могут быть награждены: - работники образовательных организаций, муниципальных органов управления образованием, органов опеки и попечительства; - трудовые и творческие коллективы образовательных организаций, общественные объединения и организации, осуществляющие благотворительную и иную общественно полезную деятельность, направленную на социальную поддержку детей-сирот и детей, оставшихся без попечения родителей, развитие системы образования Республики Дагестан. | Приказ от 13 декабря 2013 года № 4045 «О нагрудном знаке „Отличник образования Республики Дагестан“» Архивная копия от 28 февраля 2019 на Wayback Machine –––                                |
|                     | Почётный знак «За укрепление межнационального мира и согласия» | 2015 год             | Почётный знак «За укрепление межнационального мира и согласия» является ведомственным почётным знаком Министерства по национальной политике и делам религий Республики Дагестан. Почётный знак является поощрением за заслуги в деле сохранения и укрепления межнационального, межконфессионального мира и согласия в Республике Дагестан; формирование и развитие институтов гражданского общества в республике. | Награждение почётным знаком «За укрепление межнационального мира и согласия» ––– |
|                     | Медаль «Сали Сулейман»                                         | 4 августа 2016 года  | Медаль Сали Махтулаева (Сали Сулеймана) является формой поощрения министерства по физической культуре и спорту Республики Дагестан за вклад в развитие физической культуры и спорта высших достижений, благотворительной деятельности, направленной на улучшение обеспеченностью граждан Республики Дагестан занятиями физической культурой и спортом, за иные заслуги (достижения) перед Республикой Дагестан. Медалью могут награждаться иностранные граждане и лица без гражданства. Вручение медали производится в торжественной обстановке. Медаль носится на левой стороне груди и располагается ниже государственных наград Российской Федерации, РСФСР, СССР и Республики Дагестан. | Приказ от 4 августа 2016 г. № 16-04/188 «О ведомственных наградах Министерства по физической культуре и спорту Республики Дагестан» Архивная копия от 17 декабря 2023 на Wayback Machine ––– |

### Региональные общественные награды
Региональные общественные награды Республики Дагестан не относятся к государственной наградной системе и не являются признанием заслуг награждаемого от государства.
| Изображение награды                      | Наименование награды                              | Дата учреждения | Правила награждения | Источник |
| ---------------------------------------- | ------------------------------------------------- | --------------- | --- | --- |
| Золотая звезда Народного героя Дагестана | Звание «Народный герой Дагестана»                 | 2005 год        | Звание «Народный герой Дагестана» является высшей общественной наградой Республики Дагестан, учреждённой в 2005 году Регианальным общественным движением "РОДНОЙ ДАГЕСТАН". Звание «Народный герой Дагестана» присваивается консолидированным решением общественных организаций региона, входящих в общественное движение «Родной Дагестан», при участии регионального фонда «Народное мнение», с формулировкой: «За особые заслуги перед многонациональным народом Дагестана». | Информация об учреждении звания «Народный герой Дагестана» Архивная копия от 9 апреля 2023 на Wayback Machine –––    |
| Золотая звезда Героя народного ополчения | Звание «Герой народного ополчения»                | ?               | Звание «Герой народного ополчения» учреждено Дагестанской региональной общественной организацией Чрезвычайных ситуаций «Интербригада» и является высшей формой поощрения граждан проявивших доблесть, самоотверженность и мужество при защите прав и жизни граждан Республики Дагестан в период с 7 августа по 14 сентября 1999 года, в ходе проведения операции по отражению вооружённого вторжения боевиков Басаева и Хаттаба на территории Ботлихского, Новолакского и Цумадинского районов Республики Дагестан. Присвоение звания производится приказом командующего Дагестанской региональной общественной организацией Чрезвычайных ситуаций «Интербригада» генерал-майором полиции в отставке Шамилем Захрабовичем Аслановым. | Информация об учреждении звания «Герой народного ополчения» Архивная копия от 28 февраля 2019 на Wayback Machine ––– |
|                                          | Орден «Честь и Гордость Дагестана — Золотой орёл» | ?               | Награждение высшим орденом общественного признания Республики Дагестан «Честь и Гордость Дагестана — Золотой орёл» производится консолидированным решением Союза общественных организаций Дагестана «Защитник Отечества», при участии регионального фонда «Общественное мнение», с формулировкой: «За особые заслуги перед многонациональным народом Дагестана». | Награждение орденом «Честь и Гордость Дагестана — Золотой орёл»                                                      |
|                                          | Орден «Генерал-полковник Магомед Танкаев»         | ?               | Награждение орденом общественного признания Республики Дагестан «Генерал-полковник Магомед Танкаев» производится консолидированным решением Дагестанского фонда патриотического воспитания молодежи имени генерал–полковника Магомеда Танкаева с формулировкой: «За преданность Отечеству». | Награждение орденом «Генерал-полковник Магомед Танкаев»                                                              |
|                                          | Медаль «Защитнику Дагестана»                      | 1999 год        | Медалью «Защитнику Дагестана» награждаются граждане за личное мужество и отвагу, проявленные при выполнении воинского, служебного и гражданского долга, защите конституционных прав граждан на территории Республики Дагестан в условиях, сопряжённых с риском для жизни, в период с 7 августа по 14 сентября 1999 года, в ходе проведения операции по отражению вооружённого вторжения боевиков Басаева и Хаттаба на территории Ботлихского, Новолакского и Цумадинского районов Республики Дагестан. | Положение о медали «Защитнику Дагестана» –––                                                                         |

## Упразднённые награды
| Изображение награды | Наименование награды                | Дата учреждения                               | Правила награждения | Источник                                                                                                  |
| ------------------- | ----------------------------------- | --------------------------------------------- | --- | --- |
|                     | Знак «За заслуги перед Республикой» | 2 октября 1995 года ––– Упразднён в 2008 году | До момента учреждения в 2008 году современного знака к почётным званиям Республики Дагестан и ордена «За заслуги перед Республикой Дагестан», знак «За заслуги перед Республикой» выполнял роль нагрудного знака к почётным званиям. Знак вручался лицам, удостоенным почётных званий Республики Дагестан за особые заслуги в области развития общественного производства, науки и техники, народного образования, здравоохранения, социального обеспечения, искусства и культуры, обслуживания населения, укрепления обороны страны и высокое профессиональное мастерство. | Закон Республики Дагестан от 2 октября 1995 года № 6 «О государственных наградах Республики Дагестан» ––– |